# Mara Venier
Mara Venier (Velence, 1950. október 20.-) olasz televíziós műsorvezetőnő és színésznő.
Fiatalkorában színészként kezdte pályáját, majd az 1980-as években egyre inkább a televíziós pályája került előtérbe: 1991 és 1992 között a Rai 1 Cantagiro műsorát vezette, majd országos ismertséget a Rai 1 vasárnap délutáni műsorfolyamának a Domenica In műsorvezetése hozta meg, amit 1993 és 2014 között megszakításokkal együtt 9 évadon át vezetett. 2013-tól vezette a Rai 1 közéleti műsorát, a La vita in direttát (Az élet egyenesben) .

## Élete
Velencében született, de gyerekkorában a családjával Mestrebe költöztek. 17 évesen szülte meg első gyermekét, Elisabetta Ferracinit, akinek apja Franco Ferracini színész volt.

### Színésznői karrierje
Első filmszerepét 1973-ban a Diario di un italiano című filmben kapta, aminek egy jelenetében Mara teljesen meztelen volt, ekkor szerepelt még a La porta sul buio című játékfilm egyik részében.
Az 1980-as években főleg vígjátékokban szerepelt, mint a Zappatore (1980), Testa o croce (1982) és az Al bar dello sport (1983). Filmes karrierjének kiemelkedő szerepe az 1987-ben készült Franco Ferrini rendezésében készült  Caramelle da uno sconosciuto című thrillerben. A filmben Mara mellett szerepeltek Barbara De Rossi,  Athina Cenci, Marina Suma, Anna Galiena és Laura Betti színésznők.

### Televíziós karrierje
1987-ben az Italia 1 csatornán a Candid camera show egyik adásában szerepelt, innentől kezdődött el televíziós munkássága. Ezt követően 1991-ben a Rai felkérte, hogy vezesse a Cantagirot (Körbe énekelni Olaszországot), ami a Rai énekes turné műsora volt és minden városban a helyi emberekből verbuvált zsűri rangsorolta a dalokat. A műsorban kezdte el karrierjét Rosario Fiorello is.
1993-ban Carlo Fruscagni a Domenica In műsor rendezője hívta meg Marat társműsorvezetőnek Luca Giurato mellé. Mara Venier műsorvezetésével a műsor történeték legjobb nézettségét hozta, Marat a műsorvezetés mellett a forgatókönyv készítésével is megbízták. A Domenica In műsorvezetése mellett – Pippo Baudo ismert televíziós műsorvezető felkérésére –  ő vezette az 1994-es Sanremói Fesztivál utáni összefoglaló műsort illetve a Luna Park szórakoztató műsor szerdai adásait.
1995-ben az olasz gyermekdal fesztivál Zecchino d'Oro döntőjének előzetes műsorát vezette.  1997-ben otthagyta a Domenica In műsorvezetését, miután a műsor nyereményjátékában csalás történt és azt élő adásban leplezte le.

#### Karrierje a Mediasetnél
1997-ben a Ciao Mara és Una goccia nel mare műsorokat vezette, 1998-ban a Forza papá! (Hajrá papa!) családi vetélkedő műsort vezette Gerry Scotti oldalán.

#### Visszatérése a RAI-re
A Raihoz 2000-ben tért vissza, a Domenica In műsorba mint társműsorvezető tért vissza 2001/2002-es évadban, amit Antonella Clerici, Carlo Conti és Ela Weber vezettek. A 2002/2003-as évadban Mara lett ismét az egyetlen műsorvezető.
Mara vezette a Rai 1 2002-es szilveszteri maratoni hosszúságú műsorát. Az internetezők körében utóbb népszerűvé vált egy videó, amin Mara újévhez közeledve ittasan táncolt élő adásban a közönséggel, miközben pénzt dugtak a melltartójába.

### Televíziós bakijai
- A Domenica In egy 1995-ös adásában Mara a végefőcím végén felugrott Luca Giurato műsorvezető társának derekára, aki miután ráugrott elvesztette egyensúlyát és elesett Maraval együtt, ami miatt Maranak ínszalagszakadása lett.[9]
- 2011-ben a La vita in diretta című délutáni közéleti magazin egyik adásában Mara vendége volt Al Bano énekes, aki arról beszélt, hogy karrierje során sok meleg művésszel dolgozott együtt, példaként említette Paolo Limiti dalszerzőt, televíziós műsorvezetőt. Mara megdöbbenve és nevetve kérdezett rá Al Bano kijelentésére és kiröhögte.[10]
- 2015-ben a Canale 5-n futó Isola dei famosi című valóságshow vendégeként Valerio Scanu énekessel beszélt miközben elárulta az aznapi adás tartalmát, mikor ezt észrevette fennhangon sikított.[11]

## Televíziós műsorvezetései

### Rai
- Disco slalom (Rai 3, 1981)
- Troppo forti (Rai 1, 1988)
- ...E compagnia bella.. (Rai 2, 1991)
- Aspetta e vedrai (Rai 1, 1991)
- Cantagiro (Rai 1, 1991-1992)
- Ora di punta (Rai 1, 1992)
- Quando correva Nuvolari (Rai 2, 1992)
- Domenica In (Rai 1, 1993-1997, 2001-2003, 2004-2006, 2013-2014)
- Dopofestival di Sanremo a Sanremói Dalfesztivál utáni összefoglaló műsor (Rai 1, 1994)
- Zecchino d'Oro 1995 (Rai 1, 1995) – a dalverseny előzetesét vezette
- Luna Park (Rai 1, 1994-1997)
- La partita del cuore (Rai 1, 1996, 2011)
- Premio Barocco (Rai 1, 1998)
- Katia e Mara verso oriente (Rai 1, 2000)
- Fantastica italiana (Rai 1, 2000)
- Venezia la luna e tu (Rai 1, 2001)
- Un ponte tra le stelle – La befana dei bambini vittime delle guerre e dei terrorismi (Rai 1, 2002)
- Il castello (Rai 1, 2002-2003)
- Telefonate al buio (Rai 1, 2003)
- Festa in casa Martini (Rai 1, 2004)
- Watershow – Premio Civitas (Rai2, 2003, 2005)
- L'isola dei famosi (Rai 2, 2007-2008) Véleményformáló
- Concerto di Natale (Rai 2, 2007-2010)
- Il più grande (italiano di tutti i tempi) (Rai 2, 2010) Zsűritag
- La vita in diretta (Rai 1, 2010-2013)
- Telethon (Rai 1, 2010-2013)
- L'anno che verrà (Rai 1, 2010)
- Buon pomeriggio Italia! (Rai 1, 2011-2013)
- Premio Biagio Agnes (Rai 1, 2012)
- Telethon (Rai 1,2016)

### Mediaset
- Candid Camera Show (Italia 1, 1987)
- Una rotonda sul mare (Canale 5, 1989)
- Viva Napoli (Canale 5, 1994)
- Gran premio internazionale dello spettacolo (Canale 5, 1995-1996)
- Ciao Mara (Canale 5, 1997)
- Una goccia nel mare (Canale 5, 1997)
- Forza papà (Canale 5, 1998)
- La vita è meravigliosa (Canale 5, 1999)
- La fattoria (Canale 5, 2009) Meghívott vendég
- Tú sí que vales (Canale 5,  2014-2016) Zsűritag
- L'isola dei famosi (Canale 5, 2015-2016) Véleményformáló
- Striscia la notizia (Canale 5, 2015)
- Capodanno con Gigi D'Alessio (Canale 5, 2015-2016)

### La7
- Miss Italia 2016 (LA7, 2016) Zsűritag